# محافظة أن زانغ
محافظة أن زانغ  (بالفيتنامية: An Giang) هي إحدى محافظات فيتنام. وتقع في دلتا ميكونغ.

## المصدر
1. 1 2   https://www.gso.gov.vn/en/px-web/?pxid=E0201&theme=Population%20and%20Employment. {{استشهاد ويب}}: |url= بحاجة لعنوان (مساعدة) والوسيط |title= غير موجود أو فارغ (من ويكي بيانات) (مساعدة)
2. 1 2   https://www.gso.gov.vn/en/px-web/?pxid=E0203-07&theme=Population%20and%20Employment. {{استشهاد ويب}}: |url= بحاجة لعنوان (مساعدة) والوسيط |title= غير موجود أو فارغ (من ويكي بيانات) (مساعدة)
3. ↑   http://postcode.vn/. {{استشهاد ويب}}: |url= بحاجة لعنوان (مساعدة) والوسيط |title= غير موجود أو فارغ (من ويكي بيانات) (مساعدة)
4. ↑   https://mabuuchinh.vn/. {{استشهاد ويب}}: |url= بحاجة لعنوان (مساعدة) والوسيط |title= غير موجود أو فارغ (من ويكي بيانات) (مساعدة)
5. ↑  ميوزك برينز (بالإنجليزية), MetaBrainz Foundation, QID:Q14005

## روابط إضافية
- An Giang Youth website (Tuổi trẻ An Giang)
- An Giang accommodation
- An Giang Province official website (English version)
- An Giang social security website (BHXH An Giang) نسخة محفوظة 15 سبتمبر 2017 على موقع واي باك مشين.